# トーマス・ヌコノ
トーマス・ヌコノ（Thomas N'kono, 1955年7月20日 - ）は、カメルーンのサッカー選手、サッカー指導者。ポジションはGK。

## 経歴
1982年のスペインW杯と1990年のイタリアW杯に出場し、カメルーン代表の正GKを務めた。
クラブでは1982年にRCDエスパニョールに移籍すると、1987-88シーズンにはUEFAカップ準優勝に導くなど8年間に渡り同クラブのゴールマウスを守った。
引退後は指導者の道へ進み後進の育成に当たり、カメルーン代表およびRCDエスパニョールのGKコーチを務めた。2009年にはカメルーン代表の暫定監督を務めた。
ジャンルイジ・ブッフォンが憧れたGKとしても知られている。

## 代表歴

### 出場大会
- カメルーン代表 112試合0得点
  - FIFAワールドカップ出場 3回（1982,1990,1994）

### 試合数
- 国際Aマッチ（1975年-1994年）[1]

| カメルーン代表 | 国際Aマッチ | 国際Aマッチ |
| 年             | 出場        | 得点        |
| -------------- | ----------- | ----------- |
| 1975           |             |             |
| 1976           |             |             |
| 1977           |             |             |
| 1978           |             |             |
| 1979           |             |             |
| 1980           |             |             |
| 1981           |             |             |
| 1982           | 6           | 0           |
| 1983           | 1           | 0           |
| 1984           | 2           | 0           |
| 1985           | 1           | 0           |
| 1986           | 5           | 0           |
| 1987           | 0           | 0           |
| 1988           | 0           | 0           |
| 1989           | 2           | 0           |
| 1990           | 7           | 0           |
| 1991           | 0           | 0           |
| 1992           | 0           | 0           |
| 1993           | 0           | 0           |
| 1994           | 1           | 0           |
| 通算           | 25+         | 0+          |

## 指導歴
- 1998年-2003年 カメルーン代表 GKコーチ
- 2003年-2009年 RCDエスパニョール GKコーチ
- 2009年 カメルーン代表 暫定監督

## 獲得タイトル

### 代表
- アフリカネイションズカップ 1回（1984）

### クラブ
- CAFチャンピオンズリーグ 2回（1978,1980）
- アフリカンカップウィナーズカップ 1回（1979）
- カメルーンリーグ 4回（1974,1979,1980,1982）
- カメルーンカップ 4回（1973,1976,1977,1978）

### 個人
- アフリカ年間最優秀選手賞 2回（1979,1982）

## エピソード
2002年2月7日、マリの首都バマコで開催されたアフリカネイションズカップ2002の準決勝・マリ戦において、試合開始前にピッチ上で黒魔術を使用したとして現地警察に逮捕された。これを受けてアフリカサッカー連盟は同年、加盟国の各協会に呪術を禁止とする通達をしたが、その後も西アフリカ諸国の代表チームが黒魔術を使用したとして物議を醸す事例が度々発生している。